# Vlaai
 (juin 2019).

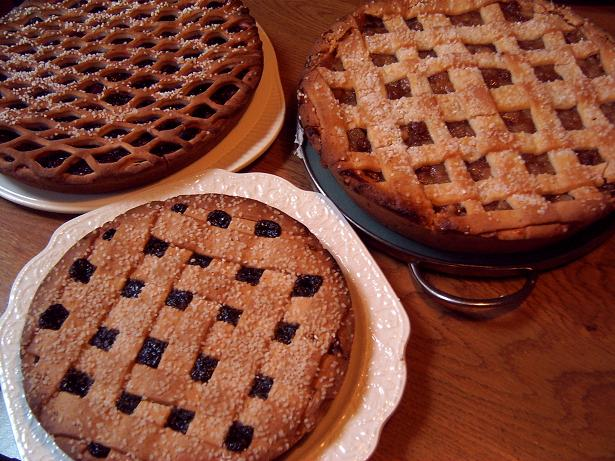
Un type de vlaai appelé laddervlaai, rastervlaai ou linzenvlaai.

La vlaai, également connue sous le nom de vlaai du Limbourg, est une tourte ou tarte consistant en une pâte et une garniture. La vlaai a généralement un diamètre de 26 à 31 centimètres. C'est un produit typique des provinces du Limbourg que l'on trouve aux Pays-Bas et en Belgique, ainsi que des régions de l'Allemagne situées de l'autre côté de la frontière. Des variantes sont toutefois disponibles dans l’ensemble des Pays-Bas, de la Belgique et ou en Rhénanie-du-Nord-Westphalie. Il existe de nombreuses variétés de garnitures aux fruits comme les cerises, les abricots, les fraises et les prunes. Il existe d'autres variations à base de beurre émietté et de sucre (greumellevlaai en limbourgeois ou kruimelvlaai en néerlandais) et du riz avec de la crème pâtissière (rijstevlaai). 
Les vlaais sont souvent consommées lors d'événements tels que les anniversaires et les funérailles.